# Archaeotinodes angustus
Archaeotinodes angustus là một loài Trichoptera hóa thạch trong họ Ecnomidae.